# Martine Jotterand
Pour les articles homonymes, voir Jotterand.
 (janvier 2022).
 (janvier 2022).
La mise en forme du texte ne suit pas les recommandations de Wikipédia : il faut le « wikifier ».
Les points d'amélioration suivants sont les cas les plus fréquents. Le détail des points à revoir est peut-être précisé sur la page de discussion.
- Les titres sont pré-formatés par le logiciel. Ils ne sont ni en capitales, ni en gras.
- Le texte ne doit pas être écrit en capitales (les noms de famille non plus), ni en gras, ni en italique, ni en « petit »…
- Le gras n'est utilisé que pour surligner le titre de l'article dans l'introduction, une seule fois.
- L'italique est rarement utilisé : mots en langue étrangère, titres d'œuvres, noms de bateaux, etc.
- Les citations ne sont pas en italique mais en corps de texte normal. Elles sont entourées par des guillemets français : « et ».
- Les listes à puces sont à éviter, des paragraphes rédigés étant largement préférés. Les tableaux sont à réserver à la présentation de données structurées (résultats, etc.).
- Les appels de note de bas de page (petits chiffres en exposant, introduits par l'outil «  Source ») sont à placer entre la fin de phrase et le point final[comme ça].
- Les liens internes (vers d'autres articles de Wikipédia) sont à choisir avec parcimonie. Créez des liens vers des articles approfondissant le sujet. Les termes génériques sans rapport avec le sujet sont à éviter, ainsi que les répétitions de liens vers un même terme.
- Les liens externes sont à placer uniquement dans une section « Liens externes », à la fin de l'article. Ces liens sont à choisir avec parcimonie suivant les règles définies. Si un lien sert de source à l'article, son insertion dans le texte est à faire par les notes de bas de page.
- La présentation des références doit suivre les conventions bibliographiques. Il est recommandé d'utiliser les modèles {{Ouvrage}}, {{Chapitre}}, {{Article}}, {{Lien web}} et/ou {{Bibliographie}}. Le mode d'édition visuel peut mettre en forme automatiquement les références.
- Insérer une infobox (cadre d'informations à droite) n'est pas obligatoire pour parachever la mise en page.

Pour une aide détaillée, merci de consulter Aide:Wikification.
Si vous pensez que ces points ont été résolus, vous pouvez retirer ce bandeau et améliorer la mise en forme d'un autre article.
 (janvier 2022).
Il peut être nécessaire de l'améliorer pour respecter le principe de neutralité de point de vue. Veuillez consulter la page de discussion pour plus de détails.

Martine Jotterand (née le 3 juin 1946 à Morges) est une cytogénéticienne suisse, présidente fondatrice du Forum Recherche génétique de l’Académie suisse des sciences naturelles, fondatrice de l’Unité de cytogénétique du cancer du Centre hospitalier universitaire vaudois de l’Université de Lausanne (CHUV) et professeure honoraire de l’Université de Lausanne.

## Cursus scientifique
Après une maturité fédérale latin-anglais, Martine Jotterand opte pour la Faculté des sciences de l’Université de Lausanne (UNIL) où elle obtient une licence d’Etat en sciences naturelles en 1969 puis, en 1971, un doctorat en sciences naturelles à l’issue d’un travail de thèse effectué à l’Institut de Biologie animale sous la direction du professeur Robert Matthey. Ce travail reçut le Prix de la Faculté des sciences de l’UNIL.
Après deux ans passés entre le Laboratoire de génétique de l’Hôpital pour enfants (devenu l’Institut de génétique médical de l’Université de Zurich) et la station de Biologie expérimentale de l’Université de Genève, Martine Jotterand commence son activité à la Division autonome de génétique médicale du CHUV (devenue le Service de génétique médicale du CHUV en 2002), où elle effectuera l’ensemble de sa carrière.
Au cours de ses 35 ans d’activité au CHUV, elle contribue activement au développement de la cytogénétique médicale, d’abord dans le cadre du Laboratoire de cytogénétique constitutionnelle et de l’activité diagnostique prénatale et postnatale. Elle introduit, en 1985, la cytogénétique des hémopathies malignes, dont le développement considérable conduira en 1997 à la création de l’Unité de cytogénétique du cancer (UCC) dont elle assurera la direction. En 1991, le Laboratoire sera reconnu par le Groupe Leucémie du Groupe Suisse de Recherche Clinique sur le Cancer (SAKK) comme centre de référence pour l’analyse chromosomique des patients inclus dans les études cliniques suisses et internationales. En 1994, il deviendra partenaire des études cliniques européennes de l’European Organisation for Research and Treatment of Cancer, puis en 2003 de l’European Leukemia network (6e programme cadre de l’UE). 
En 2008, elle reçoit le Prix Mach-Gaensslen en reconnaissance de son engagement au service de la cytogénétique des hémopathies malignes, du développement de celle-ci en Suisse et de la portée de son travail sur le plan international.
Chargée de cours en cytogénétique à l’Université de Genève au département de biologie, elle devient Privat-Docent à la Faculté de Médecine de l’UNIL puis, en 2001, professeure associée à la Faculté de Biologie et Médecine de l’UNIL. En 2004, elle devient titulaire du cours de génétique générale de première année à la Faculté de Biologie et Médecine, activité qu’elle poursuivra en tant que professeure invitée de 2010 à 2011. Elle est nommée professeure honoraire de l’UNIL en 2011.

## Activités sociales et politiques
En marge de ces activités, Martine Jotterand a représenté le CHUV et l’UNIL dans de nombreuses sociétés et institutions scientifiques. Présidente de la Société suisse de génétique, elle a œuvré à sa fusion avec la Société suisse de biologie cellulaire et moléculaire, devenue la Société suisse de biologie cellulaire, moléculaire et génétique. Membre de la Société suisse de génétique médicale dès 1987 dont elle deviendra co-présidente de 2001 à 2005, elle contribuera notamment à la reconnaissance de la formation postgraduée des responsables d’analyses en génétique médicale et participera à l’élaboration de la Loi sur les analyses génétiques humaines et l’Ordonnance sur les exigences relatives à leur exécution. 
Appelée à faire partie du Bureau lausannois de l’Académie suisse des sciences naturelles (SCNAT), elle sera vice-présidente de la SCNAT de 1995 à 2000. Le débat qui s’anime autour de l’« Initiative pour la protection génétique » en 1995 incite la SCNAT à mettre sur pied une plate-forme d’information et de discussion, le Forum Recherche génétique. Elle en sera la présidente fondatrice. À l’issue de sa période de présidence, elle en restera membre jusqu’en 2020.
Elle a été membre de la Commission fédérale d’éthique pour la biotechnologie dans le domaine non-humain (CENH) de 2001 à 2012, Elle membre de l’Académie européenne des sciences et des arts depuis 2012 (Classe ll, Medecine). Depuis 2021, elle est membre d’honneur de l’Académie suisse des sciences naturelles,. 